# Emmanuelle Laborit
Emmanuelle Laborit es una actriz francesa y directora sorda del Teatro Visual Internacional nació el 18 de octubre de 1971 en XIV Distrito de París, París, Francia. 

## Biografía
Nacida sorda, Emmanuelle Laborit es nieta del científico Henri Laborit (1914-1995). Sólo conoció la lengua de signos a los 7 años, enseñándosela rápidamente a su hermana, que así se hizo su confidente. 
Antes de aprender la Lengua de Signos Francesa (LSF), ella sólo se comunicaba con su madre: tenían una comunicación "umbilical".
Su libro autobiográfico El grito de la gaviota, escrito en 1993, retrata sus recuerdos de la infancia, su difícil adolescencia y el inicio de su edad adulta autónoma, así como su recorrido.
Ganó el premio Molière de la revelación teatral, en 1993, por su papel en Hijos de un dios menor, adaptado de la pieza estadounidense con el mismo nombre, escrita por Mark Medoff: ella es la primera actriz sorda en recibir, en Francia, tal reconocimiento. Se hizo también la embajadora de la Lengua de Signos Francesa.
Es miembro del comité de patrocinio de la Coalición Francesa para la Década de la cultura, de la paz y de la no violencia.
Miembro del Teatro Visual Internacional, Emmanuelle Laborit sucede a su director-fundador Alfredo Corrado, en la cabeza del establecimiento, en 2003. Después de largos años de inestabilidad, el centro fue instalado, desde enero de 2007, en la Cité Chaptal, en el noveno distrito de París. El establecimiento abre sus puertas con las representaciones de « K.Lear » en el cual Emmanuelle Laborit encarna a Cordelia.
Dio a la luz un niño, en 2007.

## Filmografía
- 1994: 3000 scénaris contre un virus, de Fernand Moszkowicz
- 1995: Le Toit du monde, de Felipe Vega
- 1996: Le Propre de l'homme, de Marc Rivière
- 1996: Beyond Silence, de Caroline Link
- 1997: La Vie silencieuse de Marianna Ucrìa, de Roberto Faenza
- 1997: Un air sí pur, de Yves Angelo
- 2000: Retour a la vie, de Pascal Baeumler
- 2000: Marie-Line, de Mehdi Charef
- 2001: L'Ami Fritz, de Jean-Louis Lorenzi
- 2001: Amour Secret, de Christoph Schaub
- 2002: 11'0901 - September 11, de Youssef Chahine, Amos Gitai, Alejandro González Iñárritu, Shohei Imamura, Claude Lelouch, Ken Loach, Samira Makhmalbaf, Asesta Nair, Idrissa Ouedraogo, Sean Penn, Danis Tanovic

## Teatro
- 1992 : Hijos de un dios menor, de Jean Dalric y Levent Beskardes

## Obras
- El grito de la gaviota, con Marie-Thérèse Cuny, Edición de Robert Flammarion, SA, París, (1994) (ISBN : 2-7242-8454-2), después reeditado en edición de bolsillo por Editions Pocket Jeunesse, (2003) (ISBN 2-2661-2846-9).]